# División 250
División 250 (исп. Дивизия 250) — испанская панк-рок-группа, играющая в стиле «рок против коммунизма» и придерживающаяся расистской и неонацистской идеологии. Основана в 1991 году.

## История
В сентябре 1991 года группа была основана валенсийским политиком Мануэлем Кандуэлой, бывшим членом военизированной экстремистской группировки «Аксьон радикаль» (исп. Acción Radical), которая была причастна к ряду актов насилия в провинции Валенсия в 1990-е годы; в настоящее время председателем движения «Национальная демократия». Названа в честь 250-й пехотной дивизии вермахта, участвовавшей во Второй мировой войне и составленной из испанских добровольцев. Группа пережила ряд подъёмов и спадов: в 1992 году в Испании был расцвет движения неонацистов. С тех пор, однако, популярность группы не слишком высока по причине спада движения неонацистов.
В настоящее время группа продолжает давать концерты, но при этом отрицает свою поддержку нацистов и расистов.